# Vitvingad tärna
Vitvingad tärna (Chlidonias leucopterus) är en av de fyra arterna inom släktet träsktärnor (Chlidonias). Den häckar från östra Europa österut till Centralasien. Vintertid flyttar den till Afrika, södra delarna av Asien samt i Australien och Nya Zeeland. Fågeln är en sällsynt men återkommande gäst norr om utbredningsområdet i Europa och har även påträffats i Nordamerika. IUCN kategoriserar den som livskraftig.

## Utseende

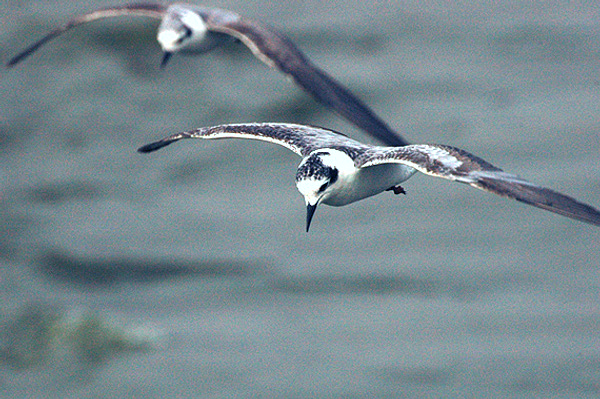
En vitvingad tärna, 1:a kalenderåret, fotograferad i vinterkvarteret i Uganda. Notera den vita bröstsidan.

Vitvingad tärna mäter 20–24 cm och har ett vingspann på 50–56 cm. Både till formen och teckningen är den mycket lik svarttärnan (Childonias niger) men har kortare näbb, längre ben, bredare vingar och rakare bakkant på stjärten. Adulta fåglar i sommardräkt har korta röda ben och kort svart näbb, svart huvud, bröst och buk, mycket mörkt grå rygg, vit över- och undergump och ljusgrå (nästan vit) stjärt. Vingarna är, som namnet antyder, mestadels vita med svart undre vingtäckare. 
I vinterdräkt är det mesta av det svarta ersatt av vitt eller ljusgrått och den är ljusare är svarttärnan, har en gråstreckad hjässa och en mörk öronfläck. Även i juvenil dräkt är den lik svarttärnan men kan skiljas på att den har mörkare rygg och saknar mörk fläck på bröstsidan.

## Läten
Vitvingad tärna har mörkare och strävare läten än svarttärnan med bland annat korta "keck" och raspiga "chr-ee" eller "kesch".

## Utbredning
Vitvingad tärna häckar från sydöstra Europa och österut till centrala Asien. Den är en flyttfågel som övervintrar i Afrika, Kina, Indien, Sydostasien, Australien, Maldiverna och Nya Zeeland. Den är en sällsynt gäst i Nordamerika och har häckat på Nya Zeeland.

### Förekomst i Sverige
Fågeln ses tillfälligtvis i Sverige och har observerats i 20 av Sveriges 25 landskap under perioden maj till november. Flest har observerats i Skåne, Småland och Halland.

## Ekologi

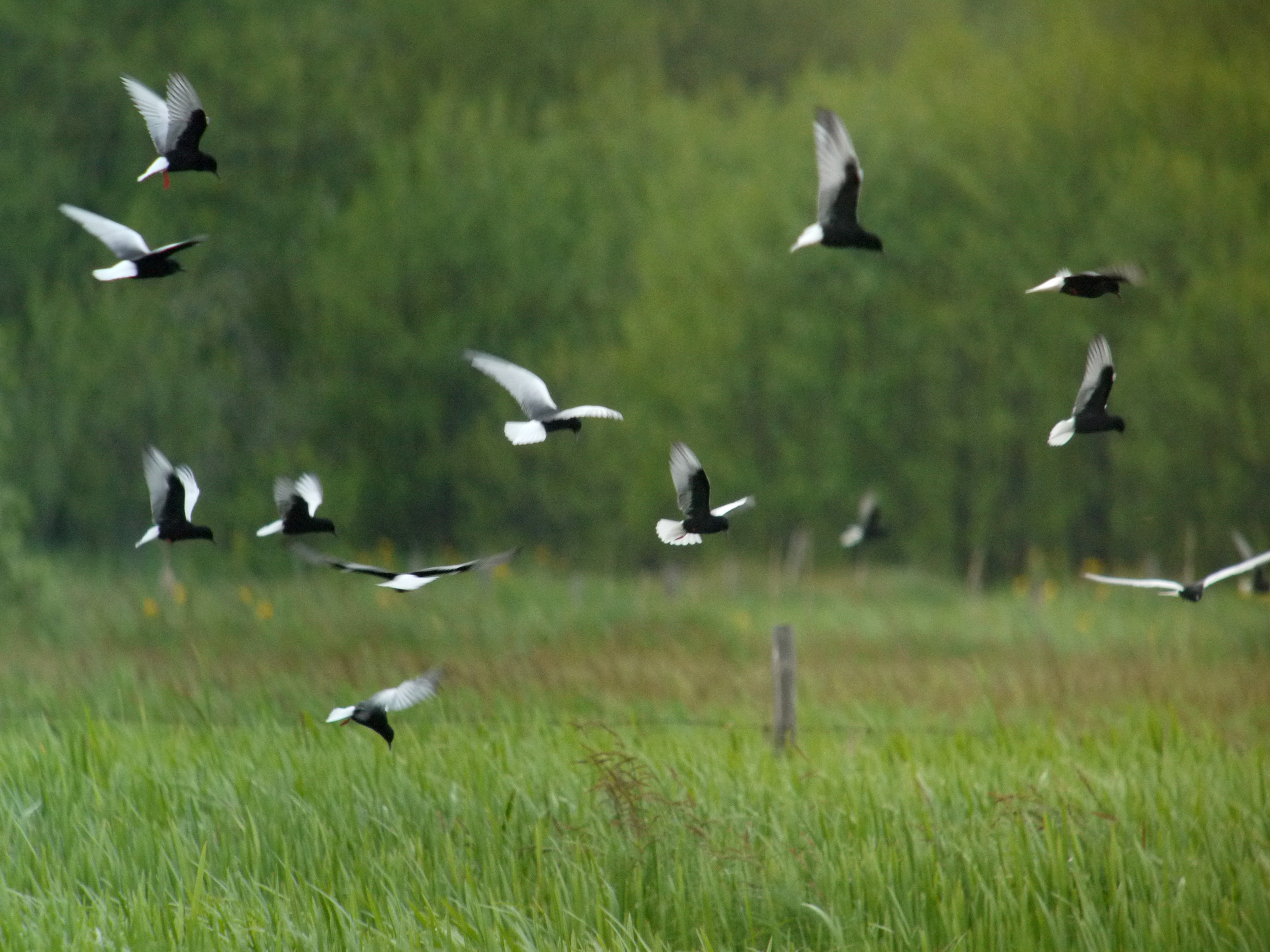
Födosökande vitvingade tärnor på häckningsplats.

Vitvingade tärnan häckar i sötvattensmyrar. Boet byggs av små vasstammar och annan växtlighet och placeras vanligen på flytande växtlighet i en myr eller på marken mycket nära vatten. Honan lägger två till fyra ägg.
Liksom andra träsktärnor (Chlidonias), och till skillnad från släktet Sterna, dyker dessa fåglar inte efter fisk, utan flyger långsamt över vattnet för att plocka föda på ytan och fånga insekter i flykten. De äter mestadels insekter och småfisk.

## Vitvingad tärna och människan

### Status och hot
Arten har ett stort utbredningsområde och en stor population med stabil utveckling. Utifrån dessa kriterier kategoriserar IUCN arten som livskraftig (LC). Världspopulationen uppskattas till mellan 3,1 och 4 miljoner individer, varav det i Europa tros häcka 66 600–173 000 par.

### Namn
Dess vetenskapliga namn skrivs ibland felaktigt Chlidonias leucoptera, men Chlidonias genus är maskulinum och därför ska artepitet skrivas leucopterus.

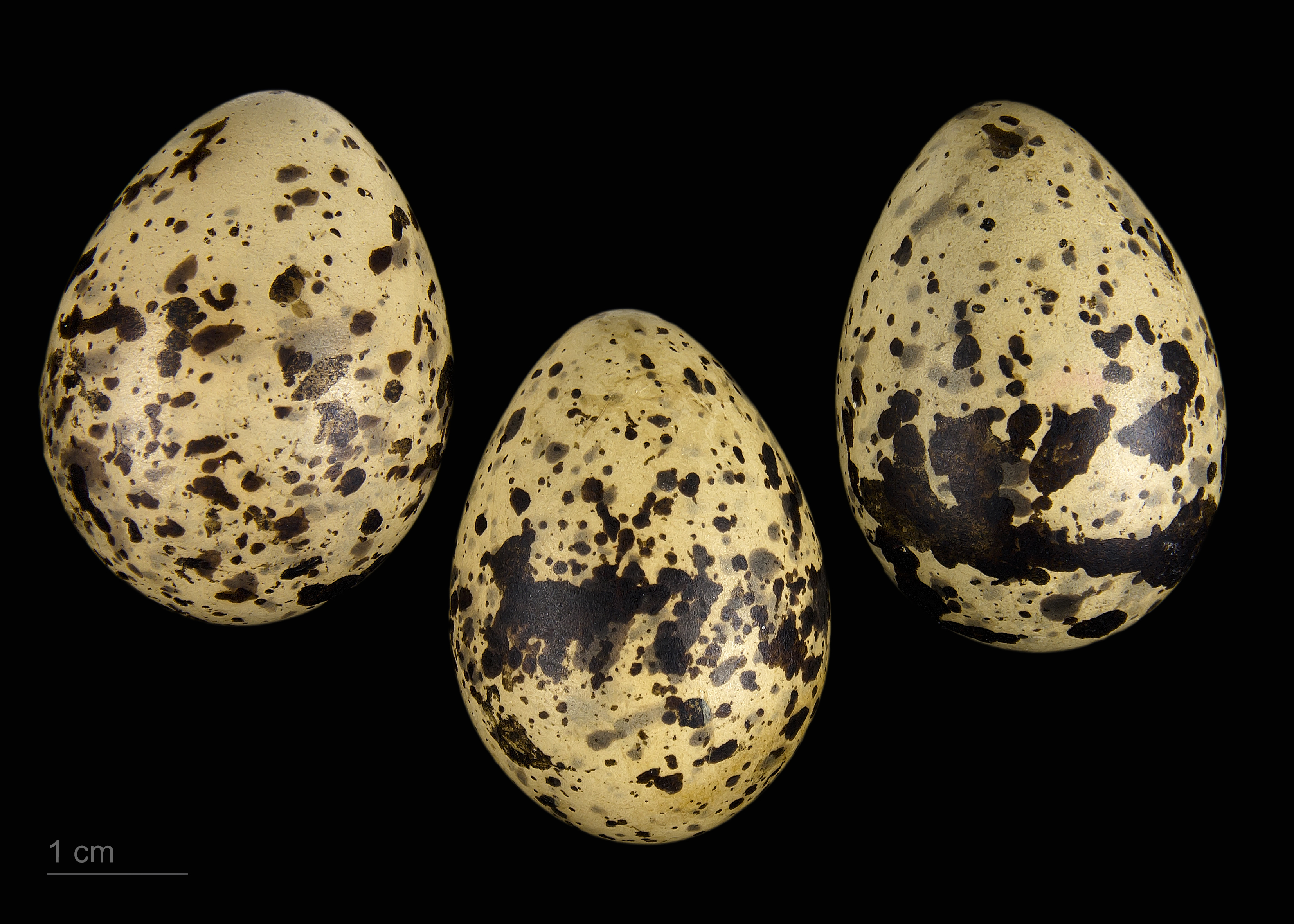
Chlidonias leucopterus